# Bildung in kurdischer Sprache

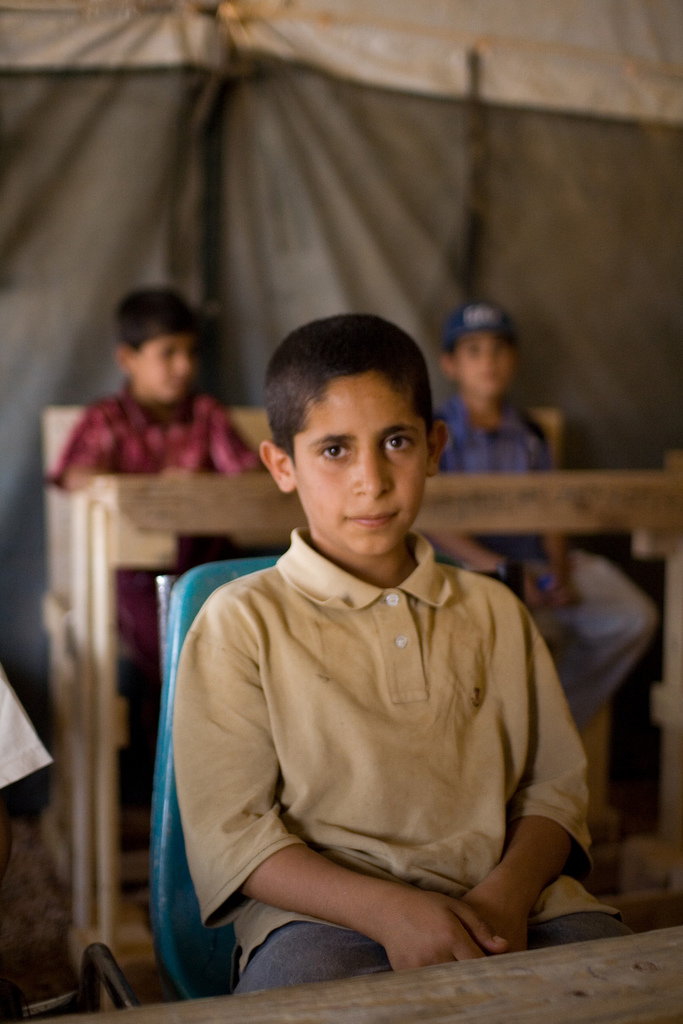
Kurdischer Schüler in einer Schule in Duhok, Irakisch-Kurdistan (2007)

Bildung in kurdischer Sprache meint das Lesen, Schreiben und Lernen in kurdischen Sprachen. Bis zum 20. Jahrhundert gab es für die Kurden praktisch keinen Unterricht in kurdischer Sprache, da Schulen und Gelehrte in den historischen Siedlungsgebieten überwiegend in der Mehrheitssprache der jeweiligen Mächte geführt wurden. Nur wenige Gelehrte und Dichter wie Ehmedê Xanî verfassten vereinzelt erste kurdische Texte. Der Grund dafür liegt u. a. darin, dass die historischen Gebiete der Kurden aufgrund geographischer und politischer Gegebenheiten über Jahrhunderte hinweg voneinander getrennt waren. Dadurch war der politische, kulturelle und literarische Austausch innerhalb der kurdischen Regionen sehr schwierig. Darüber hinaus konnte sich die kurdische Sprache aufgrund des kulturellen und politischen Drucks der regionalen Behörden nicht als Bildungssprache etablieren. Diese Situation änderte sich im 20. Jahrhundert stark, was mit politischen, kulturellen und sozialen Umbrüchen einherging.
Bis heute ist Bildung in der Muttersprache für Kurden keine Selbstverständlichkeit. Entweder ist der Unterricht in ihrer Muttersprache gesetzlich verboten – wie in der Türkei, wo Kurden in ihrer Muttersprache als freiwilligen Sprachkurs lernen und an der Universität gerade erst die Abteilung für Kurdologie eröffnet wurde – oder die Bildung in kurdischer Sprache wurde erst seit einigen Jahrzehnten institutionalisiert, wie es in der Regionalregierung Kurdistans im Irak der Fall ist, wo die gesamte Bildung und das Leben auf Kurdisch geführt werden kann. Auch in Nordsyrien wurden erste Bausteine des kurdischen Muttersprachenunterrichts eingeführt, dies ist jedoch durch politische Feindseligkeiten und militärische Kriegsakteure in Syrien bedroht.
Kurdische Schülerinnen und Schüler haben Schwierigkeiten in ihrem Bildungswerdegang, da sie ihre schulische Ausbildung in einer Fremdsprache absolvieren müssen. Diese Situation führt zu Schwierigkeiten auch in ihrer akademischen Bildung, was sich wiederum in den wirtschaftlichen Schwierigkeiten in den jeweiligen Regionen manifestiert.

## Geschichte der Bildung in kurdischer Sprache

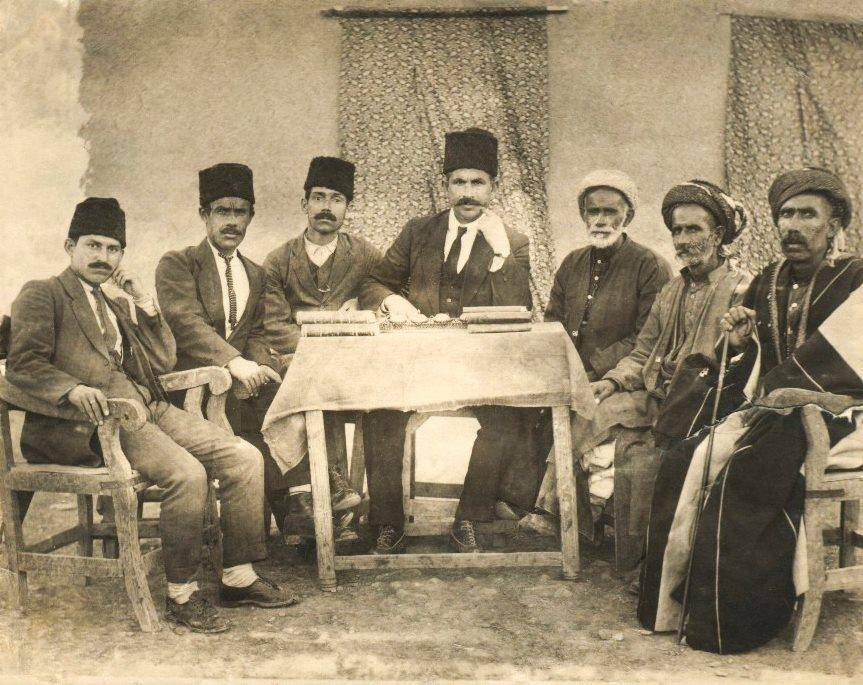
Das Foto zeigt die Lehrer der ersten Grundschule in Sulaimani, Südkurdistan, Jahr 1924.

Die Geschichte des Unterrichts in kurdischer Sprache ist von politischer Unterdrückung und kulturellem Widerstand geprägt. In den Ländern, in denen Kurden leben – insbesondere in der Türkei, im Iran, in Syrien und im Irak – wurde die kurdische Sprache über Jahrzehnte hinweg systematisch unterdrückt. In der Türkei war die Verwendung von Kurdisch in der Öffentlichkeit, auch in Schulen, bis in die 1990er Jahre verboten, und auch in anderen Ländern gab es ähnliche Restriktionen. Die kurdische Sprache wurde oft als Bedrohung für die nationale Einheit betrachtet, was die Einführung von Kurdisch als Unterrichtssprache verhinderte.
Trotz dieser politischen Repression bewahrten die Kurden ihre Sprache, insbesondere in den ländlichen Regionen, und überlieferten sie mündlich. In den 1990er Jahren begannen kurdische Aktivisten und Kulturorganisationen, die Förderung der kurdischen Sprache zu fordern, und erste private Schulen und Kurse in Kurdisch entstanden, vor allem in der Türkei, im Irak und in Syrien. In den kurdisch dominierten Gebieten des Nordiraks, insbesondere in der Region Kurdistan, wurde Kurdisch ab den frühen 2000er Jahren als offizielle Unterrichtssprache eingeführt, was ein bedeutender Schritt für die Kurden in dieser Region war.
In Syrien begann sich die Situation während des Bürgerkriegs ab 2011 zu verändern, als die kurdischen Gebiete in Rojava (Nordsyrien) ein eigenes autonomes Bildungssystem etablierten, in dem Kurdisch als Hauptunterrichtssprache verwendet wurde. Auch in anderen Ländern der Diaspora, wie Deutschland und Schweden, wurden verstärkt Kurdischkurse angeboten, die es den Kurden ermöglichten, ihre Sprache auch im Exil zu bewahren. In Schweden beispielsweise ist Kurdisch als Wahlfach in Schulen anerkannt, was den kurdischen Kindern dort ermöglicht, ihre Muttersprache zu erlernen.
In der Türkei, die immer noch große Teile der kurdischen Bevölkerung beheimatet, ist der Unterricht in Kurdisch offiziell nicht erlaubt, was zu einem großflächigen Verlust der Sprache führt. In einigen städtischen Gebieten gibt es jedoch private Initiativen und Sprachschulen, die Kurdisch unterrichten. Im Iran ist die Situation ähnlich, obwohl es in den kurdischen Gebieten wie Kurdistan Ansätze gibt, Kurdisch zu fördern, aber auch dort bleibt der offizielle Zugang zu Bildung in Kurdisch stark eingeschränkt.
Die kurdische Diaspora, vor allem in Europa, hat eine wichtige Rolle bei der Bewahrung der kurdischen Sprache gespielt. In Ländern wie Deutschland, Frankreich und den Niederlanden gibt es zahlreiche private Initiativen und Vereine, die Kurdisch unterrichten. Allerdings wird Kurdisch in den offiziellen Bildungssystemen dieser Länder oft nur als Zusatzangebot oder als Fremdsprache angeboten, was den breiten Zugang zur Sprache einschränkt.
Die Verbreitung des Internets und moderner Technologie hat neue Möglichkeiten für den Kurdischen Unterricht geschaffen. Online-Lernplattformen, Apps und digitale Medien ermöglichen es, Kurdisch zu lernen und zu lehren, ohne auf traditionelle Bildungsinstitutionen angewiesen zu sein. Dies hat in der Diaspora dazu beigetragen, dass immer mehr Menschen Zugang zu kurdischem Unterricht erhalten.
Trotz dieser Fortschritte bleibt die Zukunft der kurdischen Sprache in vielen Regionen unsicher. In den Ländern, in denen Kurden leben, gibt es nach wie vor große Hindernisse im Bildungsbereich, die die Verbreitung und den Unterricht in Kurdisch erschweren. Der Erhalt der kurdischen Sprache hängt daher sowohl von politischen Veränderungen als auch von der fortgesetzten kulturellen Arbeit der kurdischen Gemeinschaften ab. Der Widerstand gegen die Unterdrückung der kurdischen Sprache und die zunehmende Anerkennung in verschiedenen Ländern bieten jedoch Hoffnung für die Zukunft der kurdischen Sprache und ihrer Weitergabe an kommende Generationen.

## Bildung auf Kurdisch nach Regionen
Die Situation der Bildung in kurdischer Sprache hat sich je nach Region unterschiedlich entwickelt. Da die historischen Siedlungsgebiete in Kurdistan unterschiedlichen politischen und kulturellen Voraussetzungen unterliegen, wird im Folgenden die Situation je nach Region behandelt.

### Türkei
Die Mehrheit der Kurden in der Türkei sprechen Kurdisch als ihre Muttersprache, aber der Mangel an Bildung in der Muttersprache führt zu Bildungsproblemen und dem Verlust kurdischer Identität.
In der Türkei wird das Erlernen der kurdischen Sprache seit 2012 als freiwilliges Wahlfach angeboten. Zum ersten Mal in der Geschichte der Türkei wird seither Kurdisch – wenn auch als Wahlfach – an öffentlichen Schulen unterrichtet. Die damalige Regierung, die auf die breite Unterstützung der kurdischen Wählerschaft zählen konnte, bot diese Reform als Hilfe zur Stärkung der Rechte der Kurden im eigenen Land an. Das Recht auf Bildung in der eigenen Muttersprache ist für die Kurden in der Türkei noch immer nicht gegeben.
Für das Schuljahr 2024–2025 haben sich 31'199 Schüler für den freiwilligen Kurmandschii-Kurs entschieden, während 3'805 Schüler Zazaki als Wahlfach gewählt haben. Das ist eine Steigerung von 30 % im Vergleich zum vorherigen Schuljahr. Dem gegenüber wurden von 20.000 Lehrern nur 10 kurdische Lehrpersonen bewilligt, davon 6 Kurmanci- und 4 Kurmanci-Lehrpersonen.
Abgeordnete der DEM-Partei, die eine vollständige Bildung in kurdischer Sprache befürworten, betonen, dass es eine große Nachfrage nach Kurdischunterricht gebe, jedoch stelle die türkische Regierung jedes Jahr eine verhältnismäßig kleine Quote für kurdische Lehrer zur Verfügung.

### Bildung auf Kurdisch in Irakisch-Kurdistan

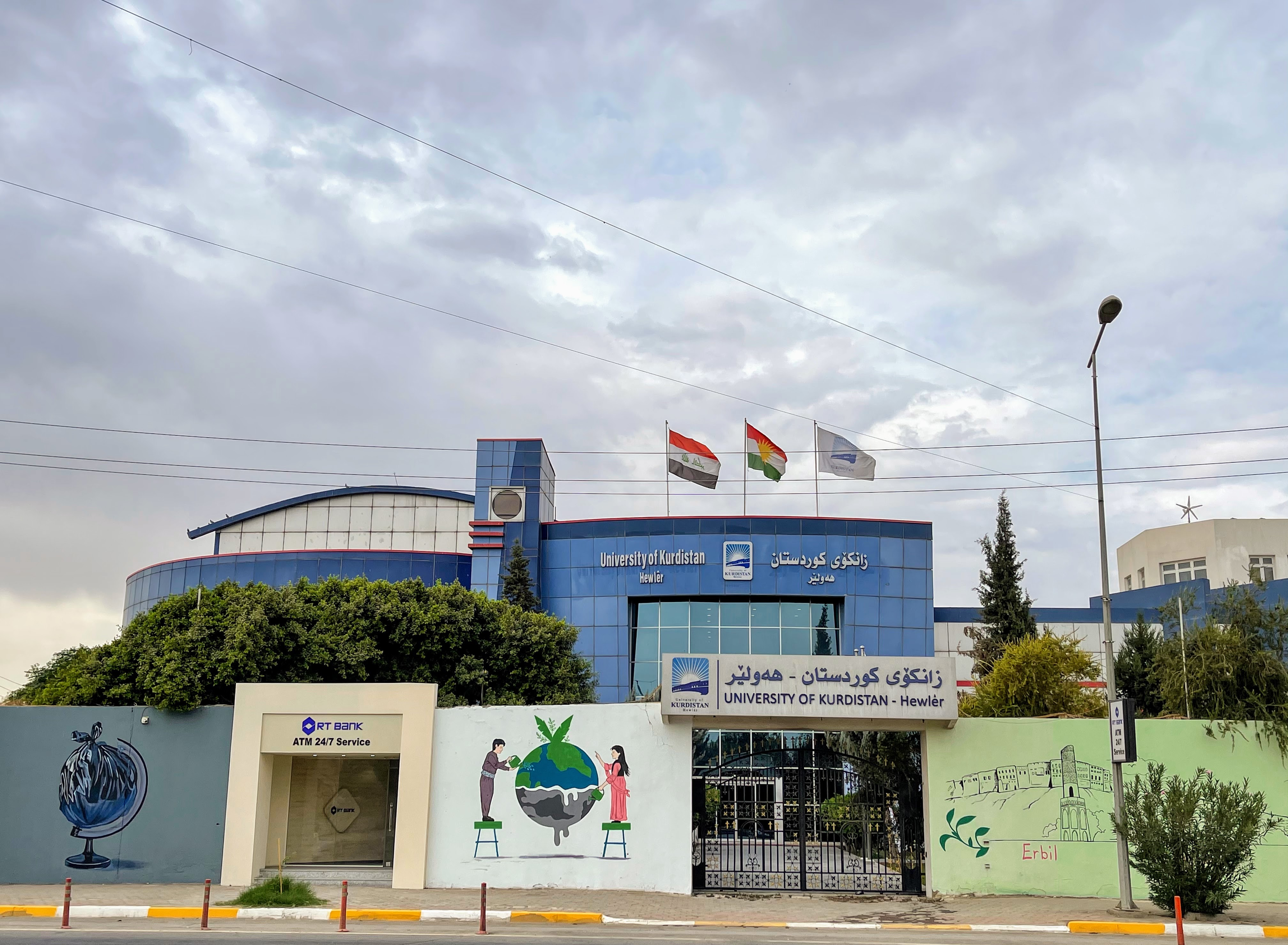
Kurdistan-Universität in Erbil, Jahr 2021.

Der Unterricht in kurdischer Sprache in Irakisch-Kurdistan, hat sich in den letzten zehn Jahren stark verändert. Vor Beginn des Jahrtausends war das Bildungssystem in den kurdischen Regionen Iraks stark von politischer Instabilität und den Auswirkungen des Irak-Krieges betroffen. Während der Ära von Sadam Hussein war der Zugang der Kurden zu Bildung stark eingeschränkt und Schulen wurden als Instrument zur Assimilierung und Verbreitung der arabischen Kultur und Sprache genutzt. Nach dem Sturz des Saddam-Regimes im Jahr 2003 begann die Autonome Region Kurdistan mit dem Aufbau eines eigenen Bildungssystems. In den Schulen kam es zu einer starken Entwicklung des Kurdischunterrichts und der Organisation der kurdischen Sprache, außerdem wurden Englisch und Arabisch zu Pflichtfächern erklärt.
Die kurdische Regierung hat zahlreiche Bildungsreformen umgesetzt, um die Qualität der Schulen zu verbessern und den Zugang zu Bildung zu erweitern. In städtischen Gebieten wie Erbil und Duhok gibt es qualitativ gute Schulen und Universitäten, ländliche Gebiete stehen jedoch immer noch vor Herausforderungen wie dem Mangel an hochwertigen Lehrmaterialien und qualifizierten Lehrpersonen. Seit 2007 wird die kurdische Sprache als Unterrichtssprache in allen Schulen im Nordirak verwendet und trägt zur Vermittlung der kurdischen Identität bei.
Das Bildungssystem im Nordirak ist jedoch weiterhin von finanziellen und infrastrukturellen Problemen betroffen, die durch die instabile politische Lage und die wiederholten militärischen Konflikte verschärft werden. Die Zerstörung von Schulen im Kampf gegen den IS (Islamischer Staat) hat die Situation in vielen Gebieten weiter verschärft. Es gibt auch Bedenken hinsichtlich der Qualität der Ausbildung, da der Lehrplan veraltet sein könnte und viele Lehrer nicht ausreichend ausgebildet sind. In den letzten Jahren hat die Region versucht, private Bildungseinrichtungen zu fördern, um den Druck auf das öffentliche Schulsystem zu verringern.
Der Unterricht an den Universitäten im Kurdistan ist vor allem auf akademische Fächer wie Medizin, Ingenieurwesen und Wirtschaft ausgerichtet. Viele junge Kurden streben an, im Ausland zu studieren, um internationale Standards zu erleben und bessere Karrieremöglichkeiten zu haben. Allerdings ist der Zugang zu höherer Bildung auch in der Region begrenzt, vor allem aufgrund der begrenzten Kapazitäten der Universitäten und der steigenden Zahl von Bewerbungen.
Der Unterricht in der kurdischen Sprache ist weiterhin ein politisches Thema, da einige Gruppen argumentieren, dass der Fokus auf Kurdisch in den Schulen den Zugang zu Arabisch und Englisch einschränken könnte. Trotz dieser Herausforderungen bleibt die Förderung des kurdischen Unterrichts ein zentrales Ziel der Regierung, um die kulturelle Identität und das Erbe der Kurden zu bewahren. In den letzten Jahren wurde auch verstärkt in die digitale Bildung investiert, insbesondere nach der COVID-19-Pandemie, um den Schülern Zugang zu Online-Lernplattformen zu ermöglichen.
Trotz der Fortschritte gibt es immer noch zahlreiche Herausforderungen im Bildungsbereich im Nordirak, darunter Armut, Migration und die Integration von Flüchtlingen, die zusätzliche Belastungen für das Bildungssystem mit sich bringen.

### Bildung auf Kurdisch in Iran
Die Geschichte des Unterrichts in kurdischer Sprache im Iran ist stark von politischen und kulturellen Einschränkungen geprägt. Während der Schah-Ära (bis 1979) war die Verwendung der kurdischen Sprache in offiziellen Kontexten und im Bildungsbereich praktisch verboten. Die Regierung strebte eine vollständige Arabisierung und Persifizierung der kurdischen Bevölkerung an. Nach der Islamischen Revolution 1979 und der Gründung der Islamischen Republik wurde zwar die kulturelle Autonomie der Kurden teilweise anerkannt, doch der Unterricht in kurdischer Sprache blieb im formalen Bildungssystem weiterhin verboten.
In den 1980er Jahren, während des Iran-Irak-Krieges, verstärkten sich die Repressionen gegen die kurdische Bevölkerung, und kurdische Bildung war ein sensibles politisches Thema. Die kurdische Sprache konnte nur in einigen ländlichen Gegenden als mündliche Sprache überliefert werden, während die formale Erziehung auf Persisch stattfand. Trotz der offiziellen Sprachpolitik, die den Gebrauch von Kurdisch in Schulen verbot, gab es weiterhin eine starke kurdische Identität, die in informellen Gemeinschaften gepflegt wurde.
In den letzten Jahrzehnten hat sich die Situation für die kurdische Sprache im Iran leicht verbessert, allerdings bleibt der Unterricht in Kurdisch nach wie vor stark eingeschränkt. Kurdische Schulen oder Klassen in kurdischer Sprache gibt es kaum, und der Unterricht findet fast ausschließlich auf Persisch statt. In einigen kurdischen Regionen, wie Kurdistan, West-Aserbaidschan und Kermanschah, gibt es Initiativen von lokalen Bildungseinrichtungen und Nichtregierungsorganisationen, die versuchen, kurdische Sprachkurse anzubieten, doch diese sind in ihrer Reichweite begrenzt.
Die kurdische Regierung hat wiederholt das Recht der Kurden auf Unterricht in ihrer Muttersprache gefordert, jedoch ohne nennenswerte politische Veränderungen. Die offizielle Haltung der iranischen Regierung bleibt ablehnend gegenüber der Einführung der kurdischen Sprache in den Schulen, aus Angst, dass dies die politische Stabilität und die nationale Einheit gefährden könnte.
Es gibt jedoch Initiativen von kurdischen Aktivisten, die sich für die Anerkennung der kurdischen Sprache im Bildungsbereich einsetzen. Dabei wird vor allem auf die kulturelle Bedeutung der Sprache und das Recht der Kinder auf Muttersprachunterricht hingewiesen. Einige iranische Universitäten haben in den letzten Jahren Kurse in kurdischer Literatur und Kultur eingeführt, aber diese sind auf spezielle Programme und nicht auf den allgemeinen Unterricht ausgelegt.
Die Mehrheit der Kurden im Iran spricht Kurdisch als ihre Muttersprache, doch der fehlende Zugang zu Bildung in ihrer eigenen Sprache führt zu Herausforderungen im Bildungsbereich. Viele kurdische Schüler haben Schwierigkeiten, sich auf Persisch auszudrücken und erfolgreich in einem System zu lernen, das ihre Sprache nicht berücksichtigt. Die Unterscheidung zwischen der Alltagssprache und der Bildungssprache führt oft zu sprachlichen Barrieren, die sich negativ auf den schulischen Erfolg auswirken.
Trotz dieser Herausforderungen zeigt die kurdische Gemeinschaft im Iran eine starke kulturelle Identität und setzt sich weiterhin für die Rechte ihrer Sprache und Kultur ein. Der zunehmende Druck auf die iranische Regierung, die kurdische Sprache im Bildungswesen anzuerkennen, zeigt erste Erfolge, doch die Umsetzung bleibt ein langfristiges Ziel. In Zukunft könnte eine Änderung der Bildungspolitik das Potential haben, das Bildungssystem für kurdische Schüler gerechter zu gestalten und eine größere kulturelle Vielfalt zu ermöglichen.

### Bildung auf Kurdisch in Syrien
Die Geschichte des Unterrichts in kurdischer Sprache in Syrien ist von politischen und kulturellen Konflikten geprägt. Unter der Regierung von Hafez al-Assad und später von seinem Sohn Bashar al-Assad war die kurdische Sprache in Syrien systematisch unterdrückt. Während der Baath-Herrschaft war der Unterricht in Kurdisch verboten, und viele kurdische Kinder konnten nur in Arabisch unterrichtet werden. Die kurdische Identität wurde in den staatlichen Schulen ignoriert, und der Gebrauch der kurdischen Sprache wurde in der Öffentlichkeit stark eingeschränkt.
Die politische Situation änderte sich mit dem Ausbruch des syrischen Bürgerkriegs 2011. In den kurdisch dominierten Gebieten in Nordsyrien, insbesondere in der Region Rojava, begannen kurdische Aktivisten und die kurdische politische Bewegung, ein eigenes Bildungs- und Schulwesen aufzubauen. Nach der Errichtung autonomer Gebiete in Rojava 2012 setzte die kurdische Bewegung die Einführung der kurdischen Sprache in Schulen durch. Dabei spielte die Demokratische Union der Kurden (PYD) eine zentrale Rolle, die das Bildungssystem reformierte, um die kurdische Identität zu stärken und den Kindern der Region eine Ausbildung in ihrer Muttersprache zu ermöglichen.
In den ersten Jahren wurde der Unterricht in Kurdisch in den Schulen eingeführt, wobei das Ziel war, die kurdische Sprache nicht nur als Kommunikationsmittel, sondern auch als kulturelle und politische Ausdrucksform zu fördern. Lehrbücher wurden ins Kurdische übersetzt, und das Bildungssystem wurde in den von den kurdischen Kräften kontrollierten Gebieten unabhängig vom syrischen Staat aufgebaut. In den Schulen von Rojava wurden die Schülerinnen und Schüler in Kurdisch unterrichtet, aber auch Arabisch und Englisch wurden als Fremdsprachen eingeführt.
Der Aufbau eines eigenen Bildungssystems in Rojava stieß jedoch auf Widerstand. Syrische arabische Nationalisten und die Regierung von Bashar al-Assad lehnten die kurdische Bildungsinitiative ab und betrachteten sie als Bedrohung für die nationale Einheit. Auch die Türkei, die den kurdischen Kampf in Syrien ablehnt, intervenierte immer wieder politisch und militärisch gegen die kurdische Autonomie, was Auswirkungen auf das Bildungssystem hatte.
Rrotz dieser politischen Herausforderungen hat das kurdische Bildungssystem in Rojava in den letzten Jahren Fortschritte gemacht. Es gibt mittlerweile zahlreiche Schulen, die den Unterricht in Kurdisch anbieten, und die Zahl der Absolventen hat zugenommen. Die kurdische Sprache ist heute ein wesentlicher Bestandteil der Bildungsstrategie in Nordsyrien, und es wird auch versucht, die Lehrkräfte in Kurdisch auszubilden. Der Zugang zu Bildung in der eigenen Sprache wird von der Bevölkerung als wichtiges Symbol der kulturellen Selbstbestimmung betrachtet.
Allerdings gibt es auch weiterhin Herausforderungen. Der anhaltende Krieg und die Instabilität in der Region erschweren die Finanzierung und den Ausbau des Bildungswesens. In einigen Gebieten, die von verschiedenen Kriegsparteien umkämpft werden, sind Schulen beschädigt oder zerstört, was den Zugang zur Bildung einschränkt. Auch das Fehlen internationaler Anerkennung und Unterstützung erschwert den Aufbau eines nachhaltigen Bildungssystems. Zudem gibt es Spannungen mit der syrischen Regierung, die das Kurdische nicht als offizielle Sprache anerkennt und weiterhin versuche unternimmt, die kurdische Autonomie zu untergraben. In den von der Türkei kontrollierten Gebieten in Nordsyrien wird der Unterricht in kurdischer Sprache ebenfalls stark eingeschränkt, und es gibt Berichte über die Zensur von kurdischen Lehrmaterialien.
Trotz dieser Herausforderungen hat das kurdische Bildungsmodell in Nordsyrien eine starke Symbolkraft und hat die kurdische Identität gestärkt. Es gibt immer mehr Initiativen, das Bildungssystem weiter zu verbessern, die Lehrpläne zu modernisieren und die Ressourcen auszuweiten. In Zukunft könnte das kurdische Bildungssystem in Nordsyrien zu einem wichtigen Bestandteil der politischen und kulturellen Autonomie der Kurden in Syrien werden.

### Bildung in kurdischer Sprache in der Diaspora
Die Geschichte des Unterrichts in kurdischer Sprache in der kurdischen Diaspora ist durch die Bemühungen geprägt, die kurdische Identität und Kultur in den Gastländern zu bewahren. Nach den ersten großen Migrationswellen der Kurden in die Türkei, den Iran, Irak und Syrien in die westlichen Länder in den 1970er und 1980er Jahren, fanden viele Kurden in Europa, insbesondere in Deutschland, Schweden und Frankreich, Asyl. In diesen Ländern gab es anfangs nur begrenzte Möglichkeiten, Kurdisch zu lernen, da die Mehrheitsgesellschaft oft wenig Interesse an der kurdischen Kultur zeigte. In den frühen Jahren konzentrierten sich viele kurdische Familien auf den Erhalt ihrer eigenen Sprache in privaten und familiären Kontexten.
Ab den 1990er Jahren begannen kurdische Organisationen und Kulturvereine, die Förderung der kurdischen Sprache systematisch voranzutreiben. In Deutschland, Schweden und den Niederlanden wurden Sprachkurse und kulturelle Aktivitäten angeboten, die den kurdischen Kindern und Jugendlichen eine Möglichkeit gaben, ihre Muttersprache zu erlernen. Diese Initiativen standen häufig unter dem Druck, da in einigen Ländern das Unterrichten von Minderheitensprachen in formellen Bildungsinstitutionen stark reguliert oder eingeschränkt wurde.
In vielen europäischen Ländern gab es juristische und politische Hürden, die den Unterricht in kurdischer Sprache erschwerten. In Deutschland zum Beispiel wurde Kurdisch lange Zeit nicht als unterrichtbare Sprache anerkannt, obwohl zahlreiche kurdische Migrantenfamilien in den 1980er Jahren ihre Kinder ermutigten, Kurdisch zu sprechen. Erst in den letzten Jahrzehnten, mit zunehmendem politischem Druck und kulturellen Bewegungen innerhalb der kurdischen Diaspora, begannen einige Schulen und Bildungseinrichtungen, Kurdisch als Fremdsprache anzubieten.
Die kurdischen Gemeinschaften in Ländern wie Schweden, Norwegen und den Niederlanden haben weit mehr Möglichkeiten, ihre Sprache zu pflegen. Dort gibt es offiziell anerkannte Programme und Kurse in kurdischer Sprache, die sowohl für die kurdische Diaspora als auch für die breitere Bevölkerung zugänglich sind. In Schweden gibt es beispielsweise die Möglichkeit, Kurdisch als Teil des nationalen Bildungssystems zu lernen, was der Diaspora eine feste Grundlage bietet, ihre Kultur und Sprache zu erhalten.
Im Gegensatz dazu haben die Kurden in Ländern wie Frankreich oder Großbritannien oft mit Herausforderungen bei der Etablierung von Sprachkursen zu kämpfen, obwohl es dort ebenfalls private Initiativen und Kulturvereine gibt. In diesen Ländern setzen sich die Kurden weiterhin für den Zugang zu kurdischem Unterricht und eine breitere Anerkennung ihrer Sprache ein.
Die kurdische Sprache wird häufig in Diasporagemeinschaften durch private Schulen, Vereine und Online-Plattformen unterrichtet. Diese informellen Bildungseinrichtungen bieten nicht nur Sprachkurse an, sondern auch Kurse zur kurdischen Geschichte, Literatur und Kultur. Auch die Nutzung von modernen Technologien wie Online-Lernplattformen und Apps hat in den letzten Jahren den Zugang zu kurdischem Unterricht erweitert und eine breitere Zielgruppe erreicht.
Dennoch gibt es weiterhin Herausforderungen, insbesondere im Hinblick auf die Akzeptanz und Anerkennung von Kurdisch im offiziellen Bildungssystem. Der Unterricht in Kurdisch wird oft als Zusatzangebot betrachtet und ist nicht immer in den regulären Lehrplänen integriert. In einigen Ländern wird die kurdische Sprache weiterhin als ein Werkzeug der politischen Auseinandersetzung gesehen, insbesondere aufgrund der Konflikte in der Türkei, Syrien und im Irak.
Für die jüngeren Generationen der kurdischen Diaspora besteht die Gefahr, dass die kurdische Sprache verloren geht, wenn der Unterricht nicht weiter ausgebaut wird. Viele kurdische Kinder sprechen in den Diasporagemeinschaften Kurdisch, aber in der Schule und im öffentlichen Leben dominieren die Sprachen der Gastländer, was dazu führt, dass Kurdisch häufig nur als Familiensprache weitergegeben wird.
Trotz dieser Herausforderungen bleibt die Förderung der kurdischen Sprache in der Diaspora ein zentrales Thema für viele kurdische Aktivisten und Kulturvereine. Die zunehmende Zahl von Sprachkursen, kulturellen Veranstaltungen und die stärkere politische Anerkennung von Minderheitensprachen in vielen europäischen Ländern bieten einen Hoffnungsschimmer. In Zukunft könnten diese Entwicklungen dazu beitragen, die kurdische Sprache als lebendige Sprache in der Diaspora zu bewahren und weiterzugeben.